# Only God Forgives
Only God Forgives (bra: Apenas Deus Perdoa; prt: Só Deus Perdoa) é um filme de 2013 de crime co-produzido pela Dinamarca e pela França. É realizado por Nicolas Winding Refn e o elenco principal é composto por Ryan Gosling, Kristin Scott Thomas e Vithaya Pansringarm. O filme foi filmado em Banguecoque e, à semelhança de Drive, é dedicado ao realizador chileno Alejandro Jodorowsky.

## Elenco
- Ryan Gosling como Julian
- Kristin Scott Thomas como Crystal
- Vithaya Pansringarm como Tenente Chang
- Rhatha Phongam (Yaya-Ying) como Mai
- Tom Burke como Billy
- Byron Gibson como Byron
- Danai Thiengdham como Li Po
- Sahajak Boonthanakit como Pol Col. Kim
- Nophand Boonyai como Charlie
- Teerawat Mulvilai como Ko Sam
- Kovit Wattanakul como Choi Yan Lee
- Wittchuta Watjanarat como Ma Fong

## Prêmios e nominações
Only God Forgives foi nomeado para a Palma de Ouro no Festival de Cinema de Cannes em 2013.